# Panicum eligulatum
Panicum eligulatum là một loài thực vật có hoa trong họ Hòa thảo. Loài này được N.E.Br. mô tả khoa học đầu tiên năm 1901.